# Бубијано
Бубијано (итал. Bubbiano) је насеље у Италији у округу Милано, региону Ломбардија.
Према процени из 2011. у насељу је живело 2190 становника. Насеље се налази на надморској висини од 105 м.

## Становништво
| 1931. | 1936. | 1951. | 1961. | 1971. | 1981. | 1991. | 2001. | 2011. |
| ----- | ----- | ----- | ----- | ----- | ----- | ----- | ----- | ----- |
| 555   | 539   | 569   | 573   | 523   | 660   | 818   | 1.404 | 2.215 |